# Bagnoli di Sopra

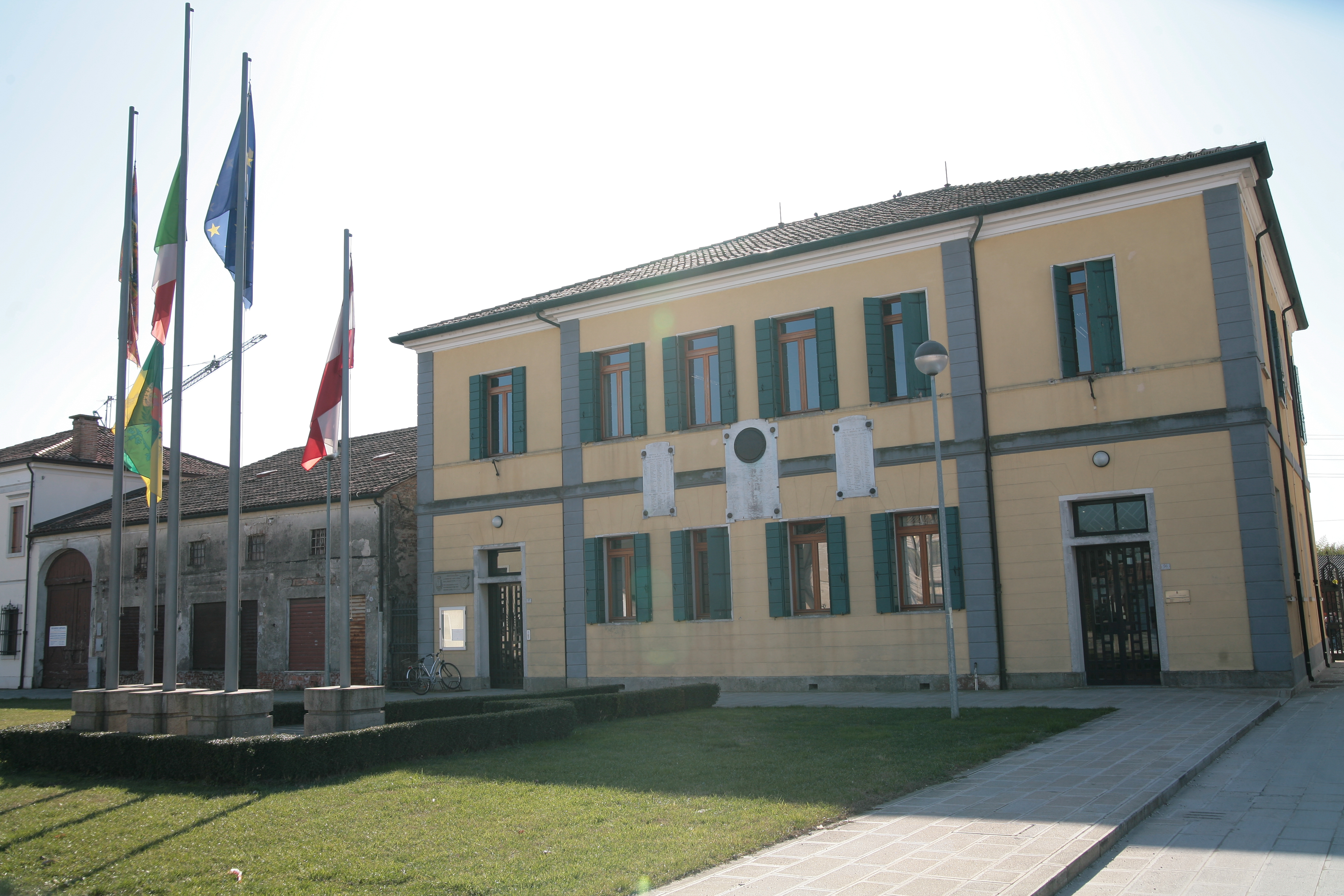
Rathaus

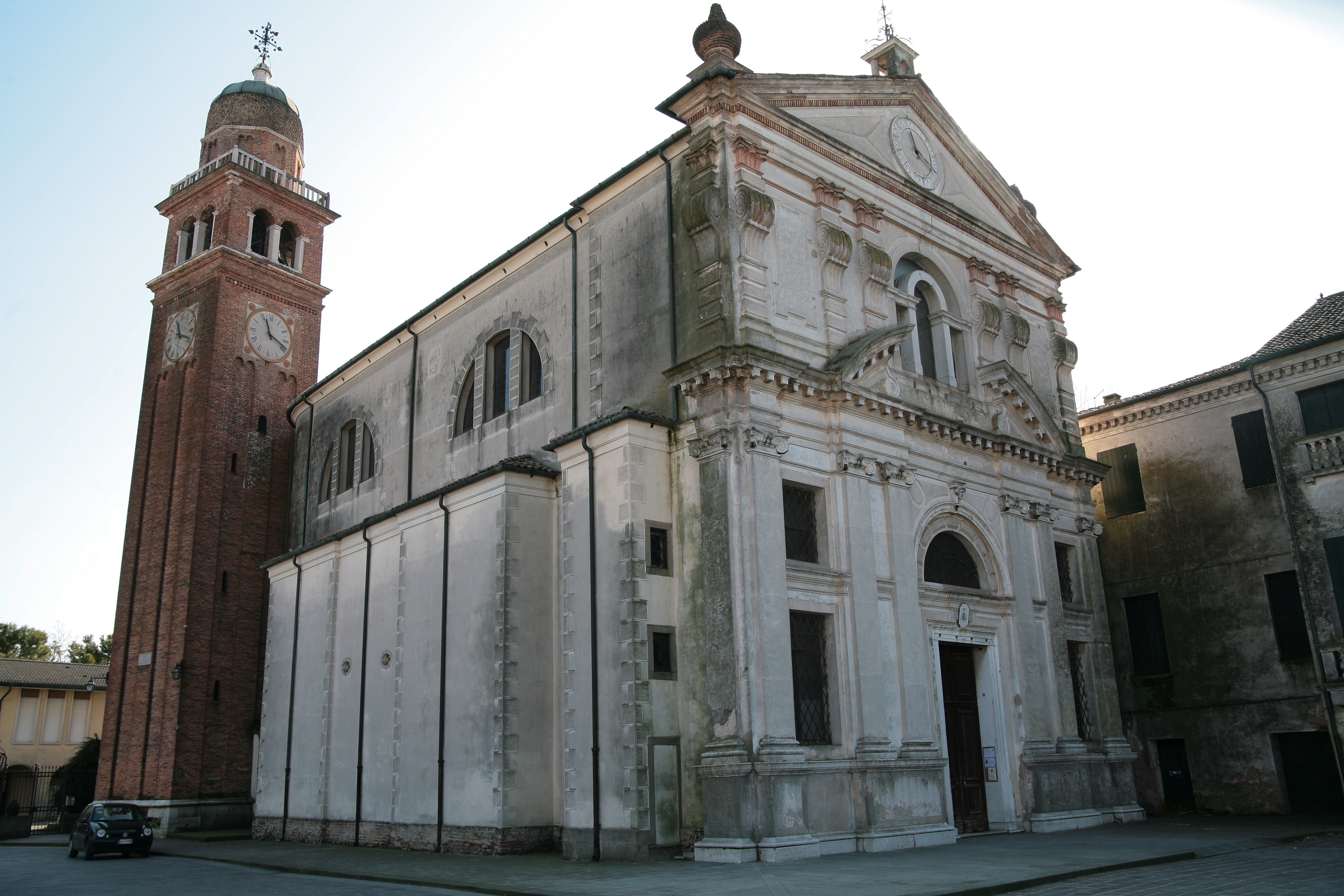
Kirche San Michele

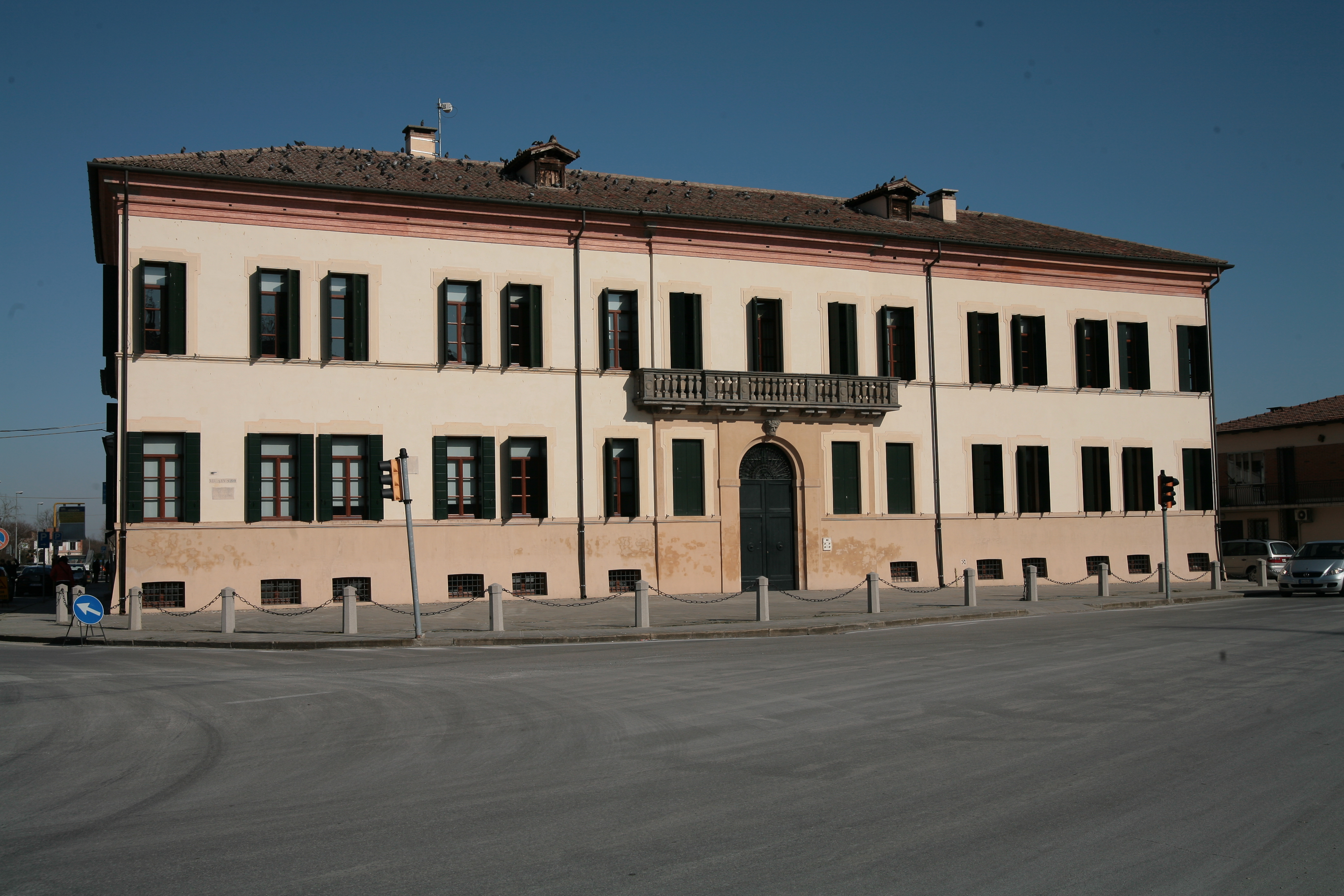
Palazzetto Widmann

Bagnoli di Sopra ist eine italienische Gemeinde mit 3376 Einwohnern (Stand 31. Dezember 2023) in der Provinz Padua in der Region Venetien. Die Gemeinde liegt 39 km südlich der Provinzhauptstadt Padua und 75 km südwestlich von Venedig.
Nachbargemeinden sind: Agna, Anguillara Veneta, Arre, Conselve und Tribano.
Auf dem Gebiet der Gemeinde Bagnoli di Sopra siedelten bereits zur Römerzeit Menschen. Im Mittelalter gründeten die Benediktiner ein Kloster im Ort. Der Ort ist landwirtschaftlich geprägt; produziert werden hauptsächlich Weizen, Raps, Gerste, Mais, Soja und Zuckerrüben.
Sehenswert ist die Kirche von San Michele. Der Ursprung der Kirche geht auf das Jahr 954 zurück, ab 1424 wurde sie umgebaut. Ab 1662 wurde die Kirche nach einem teilweisen Abriss neu erbaut. Das Oratorio di San Daniele wurde 1474 erbaut. Der Bau der Villa Widmann begann 1647. Die Palazzetto Widmann wurde ab 1707 errichtet.

## Wein
Unter dem Namen Bagnoli di Sopra oder einfach Bagnoli werden Weine vermarktet, die in der Umgebung angebaut und vinifiziert werden. Seit 1995 haben sie eine geschützte Herkunftsbezeichnung („Denominazione di origine controllata“ – Denominazione di origine controllata – DOC), die zuletzt am 7. März 2014 aktualisiert wurde.

### Anbau
Der Anbau der Weine ist in der Provinz Padua außer in Bagnoli di Sopra noch in folgenden Gemeinden gestattet: Agna, Arre, Battaglia Terme, Bovolenta, Candiana, Due Carrare, Cartura, Conselve, Monselice, Pernumia, San Pietro Viminario, Terrassa und Tribano. Weine mit dem Prädikat „Classico“ dürfen nur in der Gemeinde Bagnoli die Sopra angebaut werden.

### Erzeugung
Folgende Weintypen werden erzeugt:
- Bagnoli di Sopra Bianco, auch als „Classico“: mindestens 30 % Chardonnay, mindestens 20 % Tocai Friulano und/oder Sauvignon Blanc, mindestens 10 % Raboso Piave und/oder Raboso Veronese (weiß ausgebaut). Höchstens 15 % andere weiße Rebsorten, die für den Anbau in der Provinz Padua zugelassen sind, dürfen zugesetzt werden.
- Bagnoli di Sopra Rosso, auch als „Classico“ und „Riserva“: 15–60 % Merlot, mindestens 25 % Cabernet Franc und/oder Carménère und/oder Cabernet Sauvignon, nicht mehr als 15 % Raboso Piave und/oder Raboso Veronese.
- Bagnoli di Sopra Rosato, auch als „Classico“: mindestens 50 % Raboso Piave und/oder Raboso Veronese, höchstens 40 % Merlot. Höchstens 10 % andere Rebsorten, die für den Anbau in der Provinz Padua zugelassen sind, dürfen zugesetzt werden.
- Bagnoli di Sopra Spumante (sowohl weiß als auch rosé), auch als „Storico“: mind. 90 % Raboso Piave. Höchstens 10 % andere rote Rebsorten, die für den Anbau in der Provinz Padua zugelassen sind, dürfen zugesetzt werden.
  - Für weitere Weine kommt zur Bezeichnung Bagnoli di Sopra … noch die jeweilige Rebsorte hinzu. Diese muss zu mindestens 85 % aus der jeweils genannten Rebsorte bestehen. Höchstens 15 % andere analoge Rebsorten, die für den Anbau in der Provinz Padua zugelassen sind, dürfen zugesetzt werden:[2]
- Merlot, auch als „Classico“ und „Riserva“
- Cabernet, auch als „Classico“ und „Riserva“
- Cabernet Sauvignon, auch als „Classico“ und „Riserva“
- Cabernet Franc, auch als „Classico“ und „Riserva“
- Carménère, auch als „Classico“ und „Riserva“
- Turchetta, auch als „Classico“
- Refosco p.r., auch als „Classico“ und „Riserva“
- Marzemina, auch als „Classico“
- Corbina, auch als „Classico“
- Cavrara, auch als „Classico“
- Vin da Viajo (liquoroso), auch als „Classico“ und „Riserva“ (ein Dessertwein)